# Simon Bak
Simon Bak (født 12. februar 2000 i Odense) er en cykelrytter fra Danmark, der er på kontrakt hos Bike Aid.

## Karriere
Efter at han primært havde kørt mountainbike og cyklecross hos Cykling Odense, begyndte Simon Bak i 2021 at satse mere på landevejsløb. I august samme år var han en del af det danske landshold ved PostNord Danmark Rundt.
I oktober 2021 blev det offentliggjort at Simon Bak fra 2022-sæsonen havde skrevet kontrakt med det danske kontineltalhold ColoQuick Cycling.
Simon har flere gange repræsenteret det danske landshold ved både EM og VM i henholdsvis mountainbike og cyklecross. Samt kørt flere Worldcups.  